# Kull cuceritorul
Kull cuceritorul  (denumire originală: Kull the Conqueror) este un film de fantezie americano-italian din 1997 care prezintă un personaj creat de autorul Robert E. Howard, Kull, interpretat de actorul Kevin Sorbo. Filmul este o adaptare a romanului lui Howard Conan Ora Dragonului, în care protagonistul este schimbat cu un alt erou barbar al autorului, Kull. Firul povestirii prezintă similitudini cu alte două povestiri ale lui  Howard, o povestire cu barbarul Kull ("By This Axe, I Rule") și una cu barbarul Conan ("The Phoenix on the Sword"), ultima fiind de fapt o rescriere a povestirii cu eroul Kull.
Inițial filmul a fost gândit ca a treia parte din seria de filme cu Conan, Conan the Conqueror. Numele protagonistului a fost schimbat deoarece Arnold Schwarzenegger, care interpreta rolul lui Conan, a refuzat să mai joace și  Kevin Sorbo a avut reticențe în a interpreta un rol deja jucat. Scenaristul Charles Edward Pogue a declarat în mai multe rânduri că el a fost extrem de nemulțumit de acest film, simțind că scenariul lui a fost distrus de interferențele studioului.

## Prezentare
„În zorii timpurilor, lumea era acoperită de flăcări. Și demonii erau stăpânii oamenilor. Era pe timpul lui Akivasha, regina vrăjitoare a Acheronului. Un regat al iadului pe pământ. Puternicul zeu Valka a distrus imperiul malefic al lui Akivasha, a lăsat o singură flacără a Acheronului să ardă pentru totdeauna. Din cenușa străvechiului Acheron s-a înălțat mărețul regat al Valusiei, unde flacăra încă arde, ca o amintire a timpurilor nelegiuite.”—Introducere
Ceea ce pare a fi o mare bătălie este în realitate o probă pe care o dă Kull pentru a fi admis în trupele de elită ale regelui din Valusia, trupe numite Legiunea Dragonului. Kull nu reușește să treacă examenul după ce-i spune Generalului Taligaro că el este din Atlantida, cu alte cuvinte nu  este de "sânge nobil." În timp ce Kull și Taligaro vorbesc apare un mesager de la palat care le spune că regele a înnebunit și și-a omorât toți moștenitorii.
Taligaro și Legiunea se îndreaptă spre Velusia, iar Kull îi urmărește. Ei intră în sala tronului unde-l găsesc pe rege acoperit de sânge și podeaua plină cu cadavre. Regele îl atacă pe Taligaro, dar este oprit de Kull, care încearcă să-i calmeze furia oarbă, în schimb regele îl atacă pe Kull. Rănit mortal după ce încearcă un atac prin surprindere care eșuează, regele, cu rea intenție, îl numește pe Kull moștenitorul său - știind că mulți vor încerca să-l omoare, inclusiv Taligaro și vărul său, amândoi de sânge regal.
Taligaro și vărul regelui conspiră pentru a o aduce înapoi la viață pe vrăjitoarea-regină Akivasha, pentru ca aceasta să-l distrugă pe Kull și să ia coroana pentru ei. Akivasha intră cu ușurință în viața lui Kull  și se căsătorește cu acesta. După ce se căsătoresc, ea devine regină și-l otrăvește imediat pe Kull. După aceea face ca întreaga curte regală să creadă că este mort, cu toate acestea Kull se trezește și află adevărul despre Akivasha. El scapă de oamenii lui Akivasha și plănuiește să-și recupereze tronul și s-o învingă pe vrăjitoarea cea rea. El este însoțit în căutările sale de către Ascalante, un preot al unui zeu vechi abandonat (Valka) și de Zareta, sora lui Ascalante și ghicitoare, care a fost o sclavă în haremul  lui Kull și a fost acuzată pe nedrept de uciderea lui Kull de către regina.
În continuare are loc o serie de teste și aventuri, care în cele din urmă duc la moartea vrăjitoare, reinstalarea pe tron a lui Kull, reformarea legislației în regatul său, precum și numirea unui noi regine (Zareta).

## Distribuție
- Kevin Sorbo ...  Kull din Atlantida
- Tia Carrere - Akivasha vrăjitoarea
- Thomas Ian Griffith – Generalul Taligaro
- Litefoot - Ascalante călugărul
- Roy Brocksmith – Tue
- Harvey Fierstein – Juba
- Karina Lombard - Zareta, sora lui Ascalante
- Edward Tudor-Pole - Enaros
- Douglas Henshall -  Ducalon
- Joe Shaw – Dalgar
- Sven-Ole Thorsen – Regele Borna (ca Sven Ole Thorsen)
- Terry O'Neill – Căpitanul navei
- Pat Roach – Zulcki
- John Hallam - Mandara
- Peter Petruna - Sclav

## Recepție
Filmul a primit recenzii majoritar negative din partea criticii și are un scor de doar 26% pe website-ul Rotten Tomatoes.

## Încasări
Filmul s-a clasat doar pe locul 9 cu doar peste 3 milioane dolari în weekend-ul de deschidere. It went on to gross just $6.1 million in the US.